# Lőrincz Csaba-díj
A Lőrincz Csaba (1959–2008) külpolitikai szakértőről és helyettes államtitkárról elnevezett díj, amely tudósok, szakértők, írók, újságírók kiemelkedő külpolitikai, nemzetpolitikai tevékenységét jutalmazza. 2009-től osztja ki a Kisebbségekért – Pro Minoritate Alapítvány. A díjátadásra minden év júniusában kerül sor. A díjazottak egy Nagy János felvidéki szobrászművész által készített bronz emlékplakettet és emléklapot kapnak.

## Kitüntetettek
- 2017 Bakk Miklós, a Sapientia Erdélyi Magyar Tudományegyetem docense[1]
- 2016 Kántor Zoltán, a Nemzetpolitikai Kutatóintézet igazgatója[2]
- 2015 Orosz Örs a somorjai Fórum Kisebbségkutató Intézet kutatója[3]
- 2014 Bíró Gáspár egyetemi tanár, az ENSZ Emberi Jogok Bizottságának különleges megbízottja[4]
- 2013 Korhecz Tamás a vajdasági Magyar Nemzeti Tanács elnöke[5]
- 2012 Magyar Kisebbség – Nemzetpolitikai Szemle folyóirat[6]
- 2011 Ódor Bálint közgazdász, a Külügyminisztérium európai uniós ügyekért felelős helyettes államtitkára[7]
- 2010 Orosz Ildikó a beregszászi II. Rákóczi Ferenc Kárpátaljai Magyar Főiskola elnöke és oktatója[8]
- 2009 Filep Tamás Gusztáv kisebbségkutató[9]